# Tronco linguístico
Tronco linguístico é um conjunto de famílias linguísticas. A origem comum das famílias que integram o mesmo tronco é, no entanto, muito remota (às vezes  situada há milhares de anos) e, por essa razão, as semelhanças entre  línguas de um mesmo tronco (o lituano e o português, por exemplo) podem ser muito sutis. 
Já as línguas de uma mesma família (o português e o italiano, por exemplo) apresentam  maior similitude, pois as separações ocorreram há menos tempo. O tronco Indo-Europeu, por ilustração, reúne, entre outras, a maior parte das línguas faladas na Europa, pertencentes às famílias Itálica, Germânica,  Eslava, Báltica, Céltica. 
Já as línguas indígenas no Brasil, por exemplo, dividem-se em dois grandes troncos linguísticos - o tronco tupi e o Macro-Jê - mas há ainda 19 famílias linguísticas que não apresentam semelhanças suficientes para serem agrupadas em troncos, e existem também famílias linguísticas de apenas uma língua, às vezes denominadas "línguas isoladas", que não apresentam semelhanças com nenhuma outra língua conhecida.